# Місто 15-ти хвилин

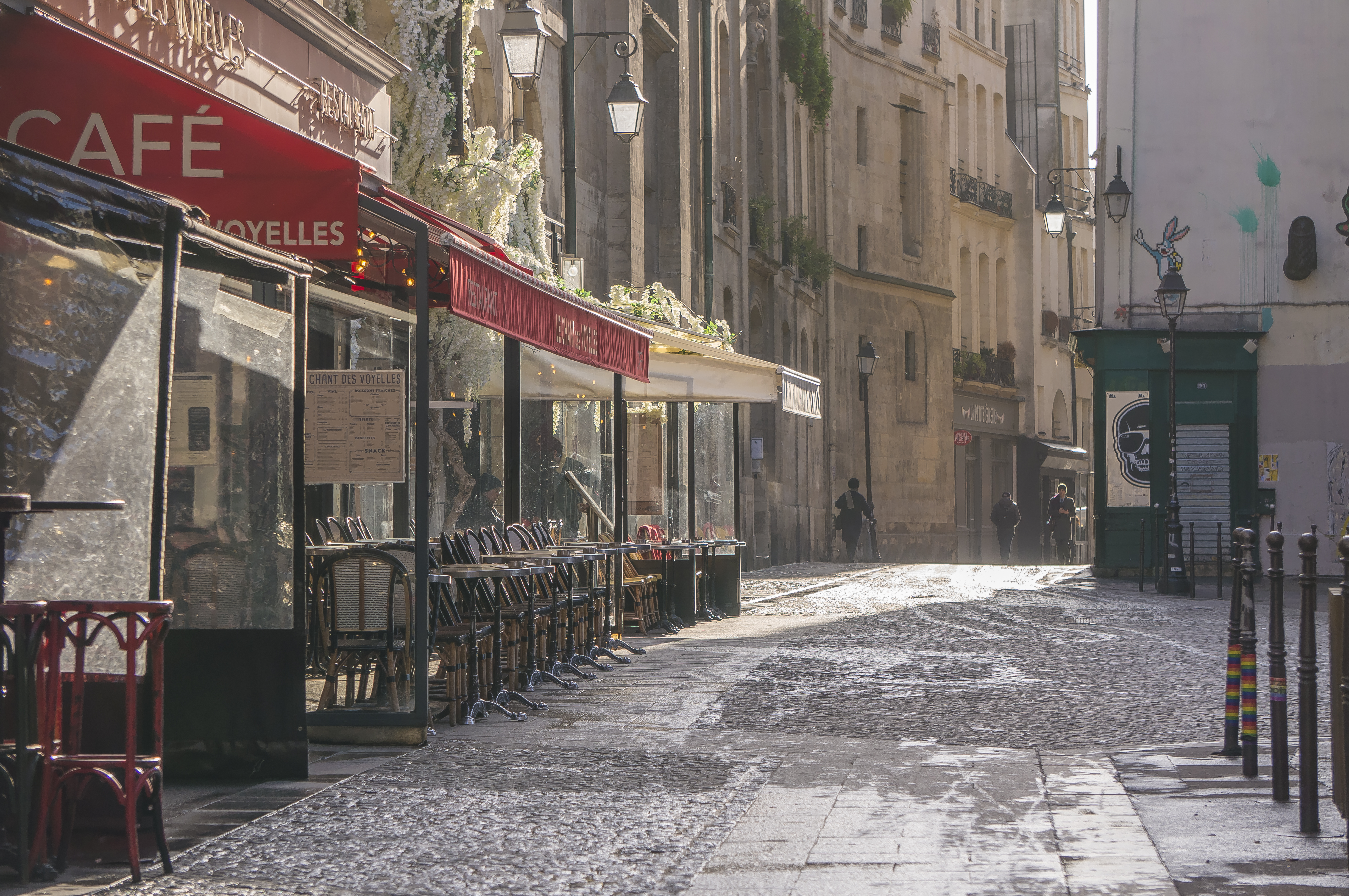
На створення 15-хвилинного міста вплинули такі міста, як Париж, де ряд зручностей, як правило, знаходиться в межах пішої досяжності

15-хвилинне місто — це концепція міського планування, у якій більшість повсякденних потреб і послуг, таких як робота, покупки, освіта, охорона здоров'я та відпочинок, можна легко отримати у межах 15 хвилин пішки або на велосипеді з будь-якої точки міста. Цей підхід спрямований на зменшення залежності від автомобіля, сприяння здоровому та сталому способу життя, а також покращення добробуту та якості життя міських жителів.
Реалізація концепції 15-хвилинного міста потребує мультидисциплінарного підходу, який включає транспортне планування, міський дизайн і розробку політики, щоб створити добре спроектовані громадські простори, зручні для пішоходів вулиці та багатофункціональну забудову. Ця зміна способу життя може включати віддалену роботу, яка зменшує кількість щоденних поїздок і підтримується останнім часом широкою доступністю інформаційно-комунікаційних технологій (ІКТ). Концепція була описана як «повернення до місцевого способу життя».
Коріння цієї концепції можна простежити у колишніх традиціях міського планування, де до появи вуличних мереж і автомобілів головною увагою були прогулянки та життя в громаді. Останнім часом він будується на подібних принципах, орієнтованих на пішоходів, які можна знайти в новому урбанізмі, розвитку, орієнтованому на транзитний транспорт, та інших подібних пропозиціях, які сприяють проходженню, багатофункціональним забудовам і компактним, придатним для життя громадам. Було запропоновано численні моделі того, як можна реалізувати цю концепцію, наприклад, 15-хвилинні міста будуються з серії менших 5-хвилинних районів, також відомих як повні спільноти або пішохідні райони.
Ця концепція набула значного поширення в останні роки після того, як мер Парижа Анн Ідальго включила план реалізації концепції 15-хвилинного міста під час своєї кампанії з переобрання 2020 року. Відтоді багато міст у всьому світі прийняли ту саму мету, і багато дослідників використовували 15-хвилинну модель як інструмент просторового аналізу для оцінки рівнів доступності в міській структурі.

## Історія
Концепція 15-хвилинного міста заснована на історичних уявленнях про близькість і доступність, як-от суперечливий мікрорайон Кларенса Перрі. Як натхнення для 15-хвилинного міста Карлос Морено, радник Анн Ідальго, цитував модель Джейн Джейкобс, представлену в «Смерті та житті великих американських міст».
Поточна кліматична криза та глобальна пандемія COVID-19 спонукали до більшої уваги до концепції 15-хвилинного міста. У липні 2020 року Кліматична група C40 опублікувала структуру для міст, щоб «відновитися краще» за допомогою 15-хвилинної концепції, посилаючись конкретно на плани, реалізовані в Мілані, Мадриді, Единбурзі та Сіетлі після спалахів COVID-19. Їхній звіт підкреслює важливість інклюзивного залучення громади через такі механізми, як бюджети участі та коригування міських планів та інфраструктури для заохочення щільних, повних, загальних громад.
Маніфест, опублікований у Барселоні в квітні 2020 року, пропонував радикальні зміни в організації міст після COVID-19 і був підписаний 160 науковцями та 300 архітекторами.

## Моделі дослідження
15-хвилинне місто — це пропозиція для розвитку поліцентричного міста, де щільність стає приємною, близькість є яскравою, а соціальна інтенсивність (велика кількість продуктивних, складно пов’язаних соціальних зв’язків) є реальною. Ключовий елемент моделі був описаний Карлосом Морено як «хроноурбанізм» або перефокусування інтересу на вартості часу, а не на витратах часу.

### Морено і місто 15 хвилин
Стаття урбаніста Карлоса Морено 2021 року представила концепцію 15-хвилинного міста як спосіб гарантувати, що міські жителі можуть виконувати шість основних функцій у межах 15 хвилин ходьби або їзди на велосипеді від свого житла: життя, робота, торгівля, охорона здоров’я, освіта та розваги. Структура цієї моделі складається з чотирьох компонентів; щільність, близькість, різноманітність і цифровізація.
Морено цитує роботу Нікоса Салінгароса, який теоретизує, що існує оптимальна щільність для міської забудови, яка б заохочувала місцеві рішення місцевих проблем. Автори обговорюють близькість як у просторі, так і в часі, стверджуючи, що 15-хвилинне місто зменшить простір і час, необхідні для діяльності. Різноманітність у цій 15-хвилинній моделі міста відноситься до багатофункціональної забудови та мультикультурних районів, які, як стверджують Морено та інші, покращать міський досвід і активізують участь громади в процесі планування. Цифровізація є ключовим аспектом 15-хвилинного міста, отриманого від розумних міст. Морено та інші стверджують, що Четверта промислова революція зменшила потребу в поїздках на роботу і назад завдяки доступу до таких технологій, як віртуальне спілкування та онлайн-шопінг. У підсумку вони стверджують, що ці чотири компоненти, якщо їх реалізувати в масштабі, сформують доступне місто з високою якістю життя.

### Ларсон і місто 20 хвилин
Кент Ларсон описав концепцію 20-хвилинного міста під час виступу на TED у 2012 році , а його міська наукова група в MIT Media Lab розробила платформу моделювання околиць  для інтеграції необхідного дизайну, технології та політичних заходів. у «компактні міські осередки». У своєму майстер-класі «Про міста» для Фонду Нормана Фостера  Ларсон припустив, що планета перетворюється на мережу міст, і що успішні міста в майбутньому перетворяться на мережу високоефективних, стійких підприємницьких спільнот. 

### Д'Аччі та Т-хвилинне місто
У 2013 році  Лука Д'Аччі представив концепцію ізобенефіційного урбанізму, спонтанно-керованого підходу до планування, заснованого на морфогенетичному коді, що створює Т*-хвилинне місто (T* = розумний час, щоб дістатися до місця призначення пішки), де можна дістатися в радіусі 1 км/1 милі: природні території, магазини, зручності, послуги та робочі місця. Він заснований на коді для моделювання ізобенефітного міського морфогенезу. Це код для моделювання сценарію зростання міст шляхом зміни значень параметрів за бажанням. Останні пов’язані з щільністю, поверхнею, розміром населення, випадковими факторами та побудованими ймовірностями. Ця модель міського зростання призводить до нескінченних результатів, усі з яких задовольняють цільову функцію урбанізму з вигодами.

### Венг і 15-хвилинний район, доступний пішки
У статті 2019 року, використовуючи Шанхай як тематичне дослідження, Венг і його колеги запропонували 15-хвилинний пішохідний район з упором на здоров’я. Автори припускають, що 15-хвилинний район, придатний для прогулянок, є способом покращити здоров’я мешканців, і вони документують наявні відмінності в доступності для прогулянок у межах Шанхаю. Вони виявили, що сільські райони, в середньому, значно менш зручні для прогулянок, а райони з низькою прохідністю, як правило, мають більшу частку дітей. Порівняно з Морено та ін., автори більше зосереджувалися на користі ходьби для здоров’я та на відмінностях у здатності до ходьби та використанні в різних вікових групах.

## Впровадження

### Африка
Лагос, Нігерія, перетворив школи, які були закриті через пандемію COVID-19, на продовольчі ринки, щоб запобігти панічній закупівлі. Програма також скоротила час на дорогу та зміцнила постачання продуктів харчування в громадах.

### Азія
У 2019 році Управління наземного транспорту Сінгапуру запропонувало генеральний план, який передбачав створення «20-хвилинних міст» і «45-хвилинних міст» до 2040 року.
Ізраїль прийняв концепцію 15-хвилинного міста в нових житлових забудовах. За словами Орлі Ронена, керівника лабораторії міських інновацій та сталого розвитку Школи вивчення навколишнього середовища Портера Тель-Авівського університету, Тель-Авів, Хайфа, Беер-Шева та центральний Єрусалим були ефективними у реалізації концепції принаймні частково в новому розвиток подій, але лише Тель-Авів був відносно успішним.

#### Китай
Генеральний план 2016 року для Шанхаю передбачав «15-хвилинні громадські життєві кола», де жителі могли виконувати всі свої повсякденні справи протягом 15 хвилин ходьби. Життєве коло спільноти було впроваджено в інших містах Китаю, таких як Баодін і Гуанчжоу.
Стандарт планування та проектування міських житлових територій (GB 50180–2018), національний стандарт, який набрав чинності у 2018 році, передбачає чотири рівні житлових зон: 15-хвилинний пішохідний район, 10-хвилинний пішохідний район, 5 -мінімальний пішохідний район і мікрорайон. Серед них «15-хвилинний пішохідний район» означає «житловий район, розділений відповідно до принципу, що мешканці можуть задовольнити свої матеріальні, життєві та культурні потреби, пройшовши 15 хвилин пішки; зазвичай оточений міськими магістральними дорогами або межами ділянки, з населення від 50 000 до 100 000 осіб (приблизно від 17 000 до 32 000 домогосподарств) і повне допоміжне обладнання».
Ченду, щоб боротися з розповзанням міст (urban sprawl), замовив план «Великого міста», де забудова на околицях міста буде достатньо щільною, щоб підтримувати всі необхідні послуги в межах 15 хвилин ходи. 

### Європа
Мер Парижа Анн Ідальго представила концепцію 15-хвилинного міста під час своєї кампанії з переобрання 2020 року та почала впроваджувати її під час пандемії COVID-19. Наприклад, шкільні ігрові майданчики були перетворені на парки в позаурочний час, тоді як площа Бастилії та інші площі були оновлені деревами та велосипедними доріжками.
Кальярі, місто на італійському острові Сардинія, розпочало стратегічний план відродження міста та покращення доступності для прогулянок. Місто активно вивчало думку громадськості через процес спільного планування, як описано в моделі Морено. Унікальний аспект плану передбачає перепрофілювання громадських просторів і будівель, які більше не використовувалися, відповідно до загальної моделі інтенсифікації міст.

### Північна Америка
У 2012 році Портленд розробив план комплексних мікрорайонів у місті, який спрямований на підтримку молоді, забезпечення доступним житлом і сприяння розвитку, орієнтованому на громаду, і торгівлі в районах, які історично були недостатньо обслуговуваними. Подібно до моделі Венга, модель Портлендського плану наголошує на ходьбі та їзді на велосипеді як способах покращення загального здоров’я та наголошує на важливості доступності доступної здорової їжі. Портлендський план передбачає високий ступінь прозорості та залучення громади під час процесу планування, що подібно до компоненту різноманітності моделі Морено.

### Південна Америка
У березні 2021 року Богота, Колумбія, влаштувала 84 кілометри велосипедних доріжок для заохочення соціального дистанціювання під час пандемії COVID-19. Це розширення доповнило практику Ciclovía, яка виникла в Колумбії в 1974 році, де велосипеди отримали основний контроль на вулицях. У результаті створена мережа велосипедних доріжок є найбільшою у своєму роді у світі.

### Океанія
Місто Мельбурн, Австралія, розробило План Мельбурна на 2017–2050 рр., щоб пристосуватись до зростання та боротьби з розростанням. План містить кілька елементів концепції 15-хвилинного міста, включаючи нові велосипедні доріжки та будівництво «20-хвилинних районів».

## Наслідки
15-хвилинне місто з його акцентом на пішохідності та інклюзивності було запропоновано, як спосіб кращого обслуговування груп людей, таких як жінки, діти, люди з обмеженими можливостями, люди з життєвим досвідом психічних захворювань  та людей похилого віку, які історично залишалися поза увагою планувальників. 
Також наголошується на соціальній інфраструктурі, щоб максимізувати міські функції, такі як школи, парки та додаткові види діяльності для жителів. Також велика увага приділяється доступу до зелених насаджень, що може сприяти позитивному впливу на навколишнє середовище, наприклад, збільшенню міського біорізноманіття та допомозі захистити місто від інвазивних видів. Дослідження показали, що розширення доступу до зелених насаджень також може мати позитивний вплив на психічне та фізичне здоров’я жителів міста, зменшуючи стрес і негативні емоції, підвищуючи щастя, покращуючи сон і сприяючи позитивним соціальним взаємодіям. Крім того, виявилося, що міські жителі, які живуть поблизу зелених насаджень, більше займаються спортом, покращуючи своє фізичне та психічне здоров’я.

## Обмеження
Незважаючи на те, що ця теорія має багато потенційних переваг, включаючи зниження залежності від автомобіля та сприяння прогулянкам у міських районах, вона також має обмеження.
Одним з обмежень є складність або непрактичність реалізації концепції 15-хвилинного міста у сформованих міських районах, де вже існують моделі землекористування та інфраструктура. Крім того, концепція може бути нереалізованою в районах з низькою щільністю населення, де можливості транспортування обмежені.
Крім того, коли ця концепція використовується як інструмент дослідження буквального просторового аналізу, вона посилається на використання ізохрони для вираження радіуса області, яка вважається локальною. Ізохрони мають довгу історію використання в транспортному плануванні та будуються переважно з використанням двох змінних: часу та швидкості. Однак покладання на загальнонаціональні стандарти, такі як швидкість ходи, для оцінки буферних зон доступних територій може не точно відображати можливості мобільності окремих груп населення, наприклад людей похилого віку. Це може призвести до потенційних неточностей і помилок у дослідницьких моделях.

## Критика
Хоча багато міст запровадили політику відповідно до концепції 15-хвилинного міста, залишаються розбіжності щодо того, чи приносить ця модель користь жителям. Джорджія Позукіду та Зої Чаціяннакі пишуть у журналі Sustainability, що створення щільних міських центрів, зручних для прогулянок, часто призводить до джентрифікації або переміщення мешканців з нижчими доходами у віддалені райони через зростання вартості нерухомості; щоб протистояти цьому, Позукіду та Чаціяннакі стверджують, що доступне житло має бути невід’ємною частиною політики 15-хвилинного міста. Крім того, підвищення цін, як і те, що пов’язане з джентрифікацією, може завдати шкоди маргіналізованим групам, таким як люди з обмеженими можливостями, змушуючи виїжджати.

## Теорії змови
У 2023 році почали процвітати безпідставні теорії змови про концепцію 15-хвилин, які описували модель як інструмент державного гноблення. Ці заяви часто є частиною або пов’язані з іншими теоріями змови, які стверджують, що західні уряди прагнуть пригнічувати своє населення, наприклад QAnon, антивакцинаторство або дезінформація, пов’язана з технологією 5G. Прихильникам 15-хвилинної концепції, таким як Карлос Морено, погрожували вбивством.
Деякі прихильники теорії змови плутають 15-хвилинну концепцію з британським підходом до району з низьким трафіком, який включає сканери номерних знаків у деяких реалізаціях. Це спонукало прихильників теорії змови стверджувати, що 15-хвилинна модель штрафуватиме мешканців за виїзд із рідних районів, або що вона утримуватиме людей у «тюрмах під відкритим небом». Під час акції протесту 2023 року близько 2000 демонстрантів в Оксфорді 15-хвилинні міста були описані як «гетто» та інструмент «тиранічного контролю» Всесвітнього економічного форуму.
Канадський психолог Джордан Петерсон назвав 15-хвилинні міста «збоченням», пов’язуючи їх із теорією змови «Великого перезавантаження». Депутат Британської консервативної партії Нік Флетчер назвав 15-хвилинні міста «міжнародною соціалістичною концепцією» під час дебатів у парламенті Великої Британії у лютому 2023 року.